# Джексон, Уильям Хардинг
Уильям Хардинг Джексон (25 марта 1901, Нэшвилл, штат Теннеси — 28 сентября 1971) — советник президента США по национальной безопасности при Дуайте Эйзенхауэре.

## Биография
Родился 25 марта 1901 года в городе Нэшвилл штата Теннеси.

### Образование
В 1924 году окончил Принстонский университет, получив степень бакалавра гуманитарных наук.
В 1928 году окончил Гарвардский университет, получив степень бакалавра юридических наук.

### Карьера
С 18 августа 1950 по 3 августа 1951 года — заместитель директора ЦРУ.
С августа 1951 по февраль 1956 — внештатный специальный помощник и старший консультант директора ЦРУ.
С 1 сентября 1956 по 7 января 1957 года — специальный помощник президента Эйзенхауэра в области национальной безопасности.